# Coesione sociale
In sociologia coesione sociale indica l'insieme dei comportamenti e dei legami di affinità e solidarietà tra individui o comunità, tesi ad attenuare in senso costruttivo disparità legate a situazioni sociali, economiche, culturali, etniche. Il termine coesione deriva dal latino cohaesus, part. pass. di cohaerere (essere strettamente unito). 
Storicamente il primo fattore di coesione sociale è stato e resta tuttora la religione, specialmente nelle società non-tecnologiche. Come ha dimostrato chiaramente l'antropologo e sociologo francese Émile Durkheim in Les formes élémentaires de la vie religieuse, pubblicato nel 1912, non esiste società primitiva che non trovi nei miti religiosi il suo fondamento.

## Storia
Il termine è stato usato per la prima volta nel 1893 da Durkheim nel suo primo importante lavoro intitolato "De la division du travail social". Per Durkheim la religione e la divisione del lavoro sono il principale fondamento della coesione sociale. Il concetto di coesione nasce dalla visione originale della società dal punto di vista scientifico di Durkheim secondo cui l'esperienza collettiva non corrisponde alla somma delle esperienze individuali ma alla loro sintesi e come tale risulta intrinsecamente diversa. Nella Divisione del lavoro spiega in che modo un gruppo può costituirsi in società e conservarne le caratteristiche. Durkheim, per meglio spiegare che l'azione sociale non equivale alle singole azioni dei componenti della società, ricorre all'esempio della "durezza del bronzo" che non corrisponde alle caratteristiche dei suoi componenti rame, stagno e piombo; la durezza "si trova nella loro mescolanza".

## Descrizione

### Consenso e solidarietà
Tema fondamentale del pensiero del sociologo francese riguarda la relazione tra individuo e collettività e il relativo consenso da lui considerato la premessa di qualsiasi formazione sociale e la solidarietà. Riguardo a tale presupposto Durkheim individua due forme di solidarietà, quella meccanica uguale per tutti i membri delle società primitive e quella organica delle società complesse dove ciascun individuo assolve a una sua funzione ritenuta indispensabile. La società è così caratterizzata da una coscienza collettiva fortemente influenzata dalla religione come insieme delle credenze e dei sentimenti comuni che corrispondono alla media degli individui che la compongono. Tale coscienza collettiva ispira le azioni del singolo. Pertanto è l'individuo a essere generato dalla società e non viceversa (La divisione del lavoro sociale).

### Requisiti
Per poter realizzare una solida coesione sociale, sono necessari alcuni requisiti. In primo luogo occorre la soddisfazione di alcune necessità materiali come occupazione, casa, reddito, salute, educazione. Il secondo requisito fondamentale è rappresentato dall'ordine e dalla sicurezza sociale.
Il terzo elemento della coesione è la presenza di relazioni sociali attive con la creazione di una rete di scambi di informazioni, supporto, solidarietà e credito.
Il quarto requisito è il coinvolgimento di tutti nella gestione delle istituzioni, che consolida il senso di identità e di appartenenza a una collettività. Tali requisiti basilari, indicatori di progresso civile, sono fondamentali per la creazione di relazioni favorevoli tra individui di una stessa comunità.